# Lamberts Peak
Lamberts Peak är en bergstopp i Antarktis. Den ligger i Östantarktis. Australien gör anspråk på området. Toppen på Lamberts Peak är 1 865 meter över havet.
Terrängen runt Lamberts Peak är lite kuperad, och sluttar brant västerut. Trakten är obefolkad. Det finns inga samhällen i närheten. 